# Everest – Spiel mit dem Tod
Everest – Spiel mit dem Tod ist eine vom Discovery Channel produzierte Fernsehserie über drei Besteigungen des Mount Everest, welche vom Veranstalter Himalayan Experience (Himex) organisiert und von Russell Brice durchgeführt wurden.

## Handlung
In der ersten Staffel begleitet ein siebzehnköpfiges Produktionsteam eine Gruppe von elf Bergsteigern, drei Bergführern und 24 Sherpas vom Basislager über die Nordroute bis auf den Gipfel des Mount Everest in 8848 Meter Höhe. Unter den Bergsteigern ist der Beinamputierte Mark Inglis und der Asthmatiker Mogens Jensen.
Die zweite Staffel zeigt in acht Folgen die Besteigung des höchsten Bergs der Welt ebenfalls wieder über die Nordroute.

### Staffel 1 – Spiel mit dem Tod

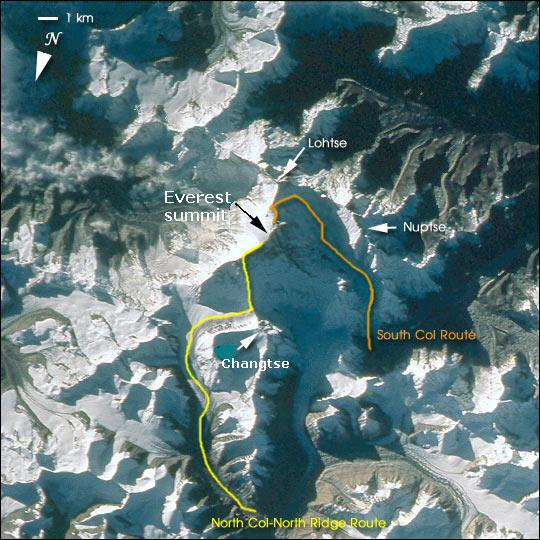
Die beiden Hauptrouten zum Gipfel („summit“) des Mount Everest.

Die erste Staffel handelt von der Besteigung des Mount Everest vom Basislager bzw. dem Vorgeschobenen Basislager (ABC) in Tibet auf der Nordroute über vier Hochlager zum Gipfel. Die Route wurde vorab von Sherpas mit Fixseilen gesichert und mit Sauerstoffflaschen und Proviant bestückt.
Der US-amerikanische Feuerwehrmann des Los Angeles Fire Department (LAFD) Brett Merrel kehrte bereits auf 7300 Meter wegen Erschöpfung um und stieg in das Basislager ab. Der dänische Bergsteiger Mogens Jensen, der den Berg ohne Flaschensauerstoff besteigen wollte, musste wegen Schwindel und Übelkeit eine Stunde unterhalb von Camp 4 auf 8250 Meter umkehren.
Team 1 mit Bergführer Bill Crouse starteten um 1:00 zum Gipfelsturm von Camp 4 auf. Der US-amerikanische Notarzt und Spezialist für Höhenkrankheiten Terry O’Connor erreichte als erster Teilnehmer der Himex-Expedition den Gipfel des Mount Everest.
Am 14. Mai 2006 gegen 23 Uhr brach Team 2 mit Bergführer Mark „Woody“ Woodward bei Temperaturen von −40 °C vom Hochlager 4 auf. Der Libanese Max Chaya erreichte um 6:30 den Gipfel und hat damit alle Seven Summits erfolgreich bestiegen. Der Beinamputierte Mark Inglis erreichte als Zweiter den Gipfel und kann bis Camp 4 zurückkehren, musste jedoch wegen schwerer Erfrierungen an seinen Stümpfen und fünf Fingerkuppen von dort aus am folgenden Tag abgeseilt werden. Der US-amerikanische Motorradentwickler Tim Wayne Medvetz muss auf 8780 Meter, nur 70 Höhenmeter unterhalb des Gipfels, auf mehrmaligen Befehl von Russel Brice wegen ausgehender Sauerstoffvorräte umkehren. Auch der 62-jährige Franzose Gérard Bourrat musste dort umkehren und verlor durch Erfrierungen die Kuppen aller Finger und Zehen.
Während des Auf- und Abstiegs kam das Team an dem sterbenden Engländer David Sharp vorbei, ohne eine Rettungsaktion einzuleiten, was später zu Kontroversen in den Medien führt.
| # | Originaltitel          | Dt. Titel              | Premiere      |
| - | ---------------------- | ---------------------- | ------------- |
| 1 | Summit Dreams          | Gipfelträume           | 14. Nov. 2006 |
| 2 | The Gatekeeper         | Der Wächter des Berges | 21. Nov. 2006 |
| 3 | To the Summit          | Aufbruch zum Gipfel    | 28. Nov. 2006 |
| 4 | Into the Death Zone    | In der Todeszone       | 5. Dez. 2006  |
| 5 | Mutiny on the Mountain | Meuterei               | 12. Dez. 2006 |
| 6 | The Final Cost         | Zahltag                | 19. Dez. 2006 |

### Staffel 2 – Rückkehr in eisige Höhen

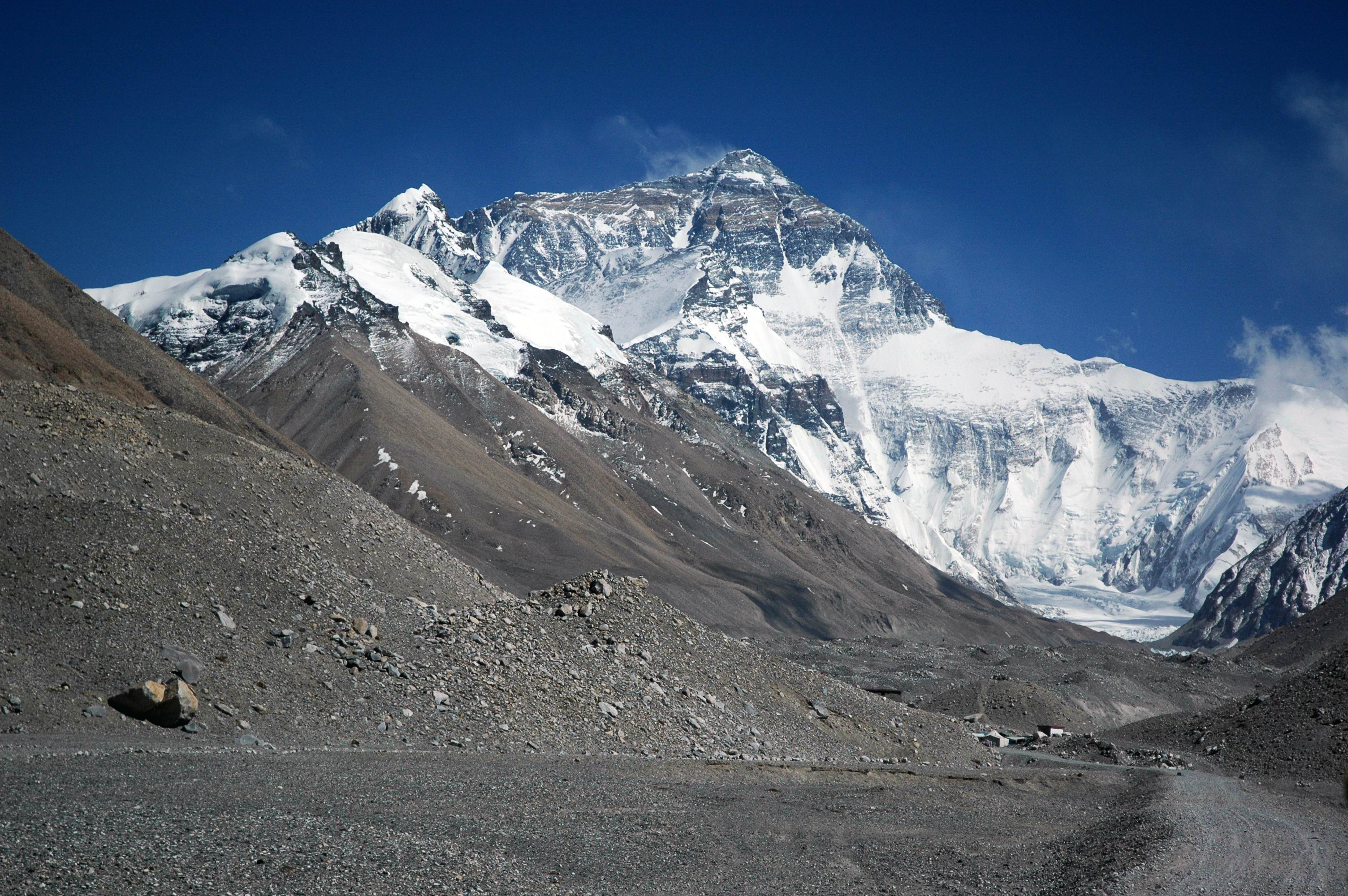
Rongputal und Nordwand, davor der Changtse

In Staffel 2 kehren die beiden erfolglosen Protagonisten Mogens Jensen und Tim Wayne Medvetz aus Staffel 1 zum Everest zurück, um einen zweiten Versuch zusammen mit drei weiteren Bergsteigern über die tibetische Nordroute zu wagen.
Die US-amerikanische Journalistin Betsy Huelskamp musste bereits unterhalb von Hochlager 2 aufgrund einer Hypoxie zum vorgelagerten Basislager zurückkehren und wird später vom Expeditionsleiter aufgrund ihrer mangelhaften kletterischen Fähigkeiten aus dem Team genommen.
David Tait und der Sherpa Phurba Tashi gingen als erste zum Gipfel, überschritten ihn und stiegen auf der ungesicherten nepalesischen Südseite ab.
Einen Tag später startete Team 1 unter Leitung von Bergführer Mark „Woody“ Woodward zum Gipfelsturm. Tim Medvetz brach sich unterhalb des Second Step bei einem Sturz die rechte Hand. Rob Baber erreichte den Gipfel und führte vom Gipfel mit einem Mobiltelefon ein Telefonat. Dabei nahm er seine Sonnenbrille ab, weshalb bei ihm während des Abstiegs langsam eine Schneeblindheit einsetzte. Um 06:20 kehrte Fred Ziel am Gipfel ein, eine halbe Stunde später Darius Vaiciulis. Als letzter kam der verletzte Tim Medvetz an. Alle konnten erfolgreich wieder in das ABC absteigen.
Team 2 wurde von Bergführer Kuraoka Hiroyuki angeführt. Katsusuke Yanagisawa erreichte in dieser Gruppe mit einem Alter von 71 Jahren als bisher ältester Bergsteiger den Gipfel des Mount Everest.
| # | Originaltitel  | Dt. Titel                | Premiere      |
| - | -------------- | ------------------------ | ------------- |
| 1 | Dream Chasers  | Ein Traum wird wahr      | 30. Okt. 2007 |
| 2 | On the Ropes   | In der Eiswand           | 6. Nov. 2007  |
| 3 | Judgement Day  | Tag der Wahrheit         | 13. Nov. 2007 |
| 4 | World Record   | Ein neuer Rekord         | 20. Nov. 2007 |
| 5 | Long Way Down  | Gefährliche Krise        | 27. Nov. 2007 |
| 6 | The Death Zone | Ringen um Luft           | 4. Dez. 2007  |
| 7 | Breaking Point | Notruf aus der Todeszone | 11. Dez. 2007 |
| 8 | Now or Never   | Jetzt oder nie           | 18. Dez. 2007 |

### Staffel 3 – Berg ohne Gnade
Die dritte Staffel der Dokumentation wurde am 27. und 30. Dezember 2009 erstmals bei Discovery Channel ausgestrahlt. Die Staffel dokumentiert Russel Brices Himex-Team bei der Besteigung der Südroute, welche für ihre berühmten Hindernisse wie dem Hillary Step und dem Khumbu-Eisbruch bekannt ist. Der Teilnehmer David Tait aus der zweiten Staffel ist auch bei dieser Expedition wieder Teil der Gruppe.
| # | Originaltitel       | Dt. Titel                | Premiere      |
| - | ------------------- | ------------------------ | ------------- |
| 1 | First Summit        | Der erste Aufstieg       | 27. Dez. 2009 |
| 2 | Impossible Dream    | Ein unerfüllter Traum    | 27. Dez. 2009 |
| 3 | Deadly Countdown    | Tödlicher Countdown      | 27. Dez. 2009 |
| 4 | Death Zone Gridlock | Gefangen am Hillary Step | 30. Dez. 2009 |
| 5 | One Last Breath     | Bis zum letzten Atemzug  | 30. Dez. 2009 |

## Hintergrund
Zu den porträtierten Bergsteigern gehören:
- Russell Reginald Brice (* 3. Juli 1952) ist ein neuseeländischer Bergsteiger, geschäftsführender Inhaber des Expeditionsunternehmens Himalayan Experience und der Expeditionsleiter der zwei dokumentierten Besteigungen am Mount Everest. Vom vorgelagerten Basislager und Camp II aus beobachtet er mit einem Teleskop die Expeditionsteilnehmer, leitet sie über Funk an und wertet computergestützt Wetterdaten aus.
- Phurba Tashi arbeitet bei Himalayan Experience als Sirdar und leitender Sherpa. Er stand bereits über 10-mal auf dem Gipfel des Mount Everest.
- Mark Inglis (* 27. September 1959) ist ein neuseeländischer Extremsportler, der 2006 als erster beidseitig Beinamputierter den Mount Everest bestieg.
- Mogens Jensen ist ein dänischer Bergsteiger und Triathlet, der trotz seines chronischen Asthmaleidens den Everest ohne zusätzlichen Sauerstoff besteigen möchte.
- Tim Medvetz (* 1970) ist ein US-amerikanischer Motorradentwickler, der an beiden dokumentierten Besteigungen teilgenommen hat.

Das Kamerateam nahm mit zwei Digital-Betacam-Kameras, drei Helmkameras und sechs Digitalkameras vom Typ Minolta Dimage Z1 insgesamt 250 Stunden Film auf. Die Kameramänner Ken Sauls und Mark Whetu erreichten den Gipfel. Die drei Staffeln sind in den USA und in Deutschland auf DVD erschienen.